# Desoxyguanosinedifosfaat
Desoxyguanosinedifosfaat of dGDP is een desoxyribonucleotide die is opgebouwd uit het nucleobase guanine, het monosacharide desoxyribose en twee fosfaatgroepen. Het kan worden gevormd door de hydrolyse van desoxyguanosinetrifosfaat (dGTP).